# Anton Salétros
Anton Janos Jönsson Salétros (Stockholm, 12 april 1996) is een Zweeds voetballer die doorgaans speelt als centrale verdediger. In juli 2023 verruilde hij SM Caen voor AIK Fotboll. Salétros maakte in 2020 zijn debuut in het Zweeds voetbalelftal.

## Clubcarrière
Salétros speelde in de jeugd van Enskede IK en kwam hierna terecht bij AIK Fotboll. Op 31 augustus 2013 werd met 3–0 gewonnen van Gefle IF en Salétros mocht twee minuten voor tijd invallen voor Ibrahim Moro. Dit betekende het officiële debuut voor de Zweed. De centrumverdediger kwam de seizoenen erna vaker aan spelen toe. In augustus 2017 huurde Újpest Salétros voor de duur van een half seizoen. Hij speelde vijf wedstrijden in dit halve jaar.
In de zomer van 2018 maakte Salétros de overstap naar FK Rostov. Bij de Russische club zette hij zijn handtekening onder een verbintenis voor de duur van vier seizoenen. Na een halfjaar in Rusland, met in die tijd zes competitieduels, werd Salétros voor een half seizoen verhuurd aan AIK Fotboll. Na afloop van deze verhuurperiode werd hij voor een halfjaar gestald bij Sarpsborg 08. Na deze verhuurperiode nam Sarpsborg hem definitief over voor een bedrag van circa driehonderdvijftigduizend euro.
Salétros maakte in januari 2023 transfervrij de overstap naar SM Caen, waar hij tekende voor tweeënhalf jaar. Een half jaar later keerde hij terug bij AIK Fotboll, waar hij voor drieënhalf jaar tekende. In februari 2025 werd zijn contract opengebroken en met twee seizoenen verlengd, tot en met eind 2028.

## Clubstatistieken
| Seizoen | Club           | Competitie        | Competitie | Competitie | Beker | Beker | Internationaal | Internationaal | Totaal | Totaal |
| Seizoen | Club           | Competitie        | Wed.       | Dlp.       | Wed.  | Dlp.  | Wed.           | Dlp.           | Wed.   | Dlp.   |
| ------- | -------------- | ----------------- | ---------- | ---------- | ----- | ----- | -------------- | -------------- | ------ | ------ |
| 2013    | AIK Fotboll    | Allsvenskan       | 1          | 0          | 0     | 0     | —              | —              | 1      | 0      |
| 2014    | AIK Fotboll    | Allsvenskan       | 15         | 0          | 1     | 0     | 4              | 0              | 20     | 0      |
| 2015    | AIK Fotboll    | Allsvenskan       | 20         | 0          | 2     | 1     | 4              | 0              | 26     | 1      |
| 2016    | AIK Fotboll    | Allsvenskan       | 19         | 1          | 4     | 0     | 5              | 0              | 28     | 1      |
| 2017    | AIK Fotboll    | Allsvenskan       | 10         | 0          | 0     | 0     | 5              | 0              | 15     | 0      |
| 2017/18 | → Újpest       | Nemzeti Bajnokság | 5          | 0          | 0     | 0     | —              | —              | 5      | 0      |
| 2018    | AIK Fotboll    | Allsvenskan       | 12         | 3          | 2     | 0     | —              | —              | 14     | 3      |
| 2018/19 | FK Rostov      | Premjer-Liga      | 6          | 0          | 3     | 1     | —              | —              | 9      | 1      |
| 2019    | → AIK Fotboll  | Allsvenskan       | 26         | 2          | 5     | 0     | 8              | 0              | 39     | 2      |
| 2020    | → Sarpsborg 08 | Eliteserien       | 10         | 0          | 0     | 0     | —              | —              | 10     | 0      |
| 2020    | Sarpsborg 08   | Eliteserien       | 9          | 1          | 0     | 0     | —              | —              | 9      | 1      |
| 2021    | Sarpsborg 08   | Eliteserien       | 26         | 3          | 1     | 1     | —              | —              | 27     | 4      |
| 2022    | Sarpsborg 08   | Eliteserien       | 28         | 5          | 2     | 0     | —              | —              | 30     | 5      |
| 2022/23 | SM Caen        | Ligue 2           | 15         | 1          | 0     | 0     | —              | —              | 15     | 1      |
| 2023    | AIK Fotboll    | Allsvenskan       | 16         | 1          | 1     | 0     | —              | —              | 17     | 1      |
| 2024    | AIK Fotboll    | Allsvenskan       | 27         | 3          | 6     | 2     | —              | —              | 33     | 5      |
| Totaal  | Totaal         | Totaal            | 245        | 20         | 27    | 5     | 26             | 0              | 298    | 25     |

Bijgewerkt op 11 maart 2025.

## Interlandcarrière
Salétros maakte zijn debuut in het Zweeds voetbalelftal op 12 januari 2020, toen een vriendschappelijke wedstrijd gespeeld werd tegen Kosovo door een doelpunt van Simon Hedlund. Salétros mocht van bondscoach Janne Andersson in de basis beginnen en speelde het gehele duel mee. De andere Zweedse debutanten dit duel waren Simon Sandberg (Hammarby IF), Kristopher Da Graca, August Erlingmark en Robin Söder (allen IFK Göteborg). Na zijn debuut werd hij een paar jaar niet meer opgeroepen voor de nationale ploeg, tot hij exact vier jaar na zijn debuut zijn rentree maakte.
| Interlands van Anton Salétros voor Zweden | Interlands van Anton Salétros voor Zweden | Interlands van Anton Salétros voor Zweden | Interlands van Anton Salétros voor Zweden | Interlands van Anton Salétros voor Zweden | Interlands van Anton Salétros voor Zweden |
| №                                         | Datum                                     | Wedstrijd                                 | Uitslag                                   | Competitie                                | Goals                                     |
| Als speler bij Sarpsborg 08               | Als speler bij Sarpsborg 08               | Als speler bij Sarpsborg 08               | Als speler bij Sarpsborg 08               | Als speler bij Sarpsborg 08               | Als speler bij Sarpsborg 08               |
| ----------------------------------------- | ----------------------------------------- | ----------------------------------------- | ----------------------------------------- | ----------------------------------------- | ----------------------------------------- |
| 1                                         | 12 januari 2020                           | Kosovo – Zweden                           | 0 – 1                                     | Vriendschappelijk                         |                                           |
| Als speler bij AIK Fotboll                |                                           |                                           |                                           |                                           |                                           |
| 2                                         | 12 januari 2024                           | Zweden – Estland                          | 2 – 1                                     | Vriendschappelijk                         |                                           |
| 3                                         | 25 maart 2024                             | Zweden – Albanië                          | 1 – 0                                     | Vriendschappelijk                         |                                           |
| 4                                         | 5 juni 2024                               | Denemarken – Zweden                       | 2 – 1                                     | Vriendschappelijk                         |                                           |
| 5                                         | 8 juni 2024                               | Zweden – Servië                           | 0 – 3                                     | Vriendschappelijk                         |                                           |
| 6                                         | 5 september 2024                          | Azerbeidzjan – Zweden                     | 1 – 3                                     | Nations League 2024/25                    |                                           |
| 7                                         | 8 september 2024                          | Zweden – Estland                          | 3 – 0                                     | Nations League 2024/25                    |                                           |
| 8                                         | 11 oktober 2024                           | Slowakije – Zweden                        | 2 – 2                                     | Nations League 2024/25                    |                                           |
| 9                                         | 14 oktober 2024                           | Estland – Zweden                          | 0 – 3                                     | Nations League 2024/25                    |                                           |
| 10                                        | 16 november 2024                          | Zweden – Slowakije                        | 2 – 1                                     | Nations League 2024/25                    |                                           |
| 11                                        | 19 november 2024                          | Zweden – Azerbeidzjan                     | 6 – 0                                     | Nations League 2024/25                    |                                           |

Bijgewerkt op 11 maart 2025.